# 角色扮演 (心理学)
角色扮演是對選定的問題情境進行描述的一種傳達方式，是一種在事先經過設計的情境中，自然的扮演某個角色。扮演者必須模擬主角的心路歷程。
俗語有曰「人生如戲，戲如人生」，每個人在生活中，時時刻刻都扮演著不同的角色，透過這些不同角色，我們自然的扮演著在該角色的樣貌，也可以更清楚自己和周圍其他人的關係。